# Arum balansanum
Arum balansanum är en kallaväxtart som beskrevs av Robert Reid Mill. Arum balansanum ingår i Munkhättesläktet och i familjen kallaväxter. Inga underarter finns listade.